# Maria da Lorena
Maria da Lorena (Paris, 12 de agosto de 1674 – Mônaco, 30 de outubro de 1724) foi a esposa de Antônio I, Príncipe de Mônaco. Filha de Luís I da Lorena, Conde de Armagnac, e de Catarina de Neufville, Maria desposou no ano de 1688 Antônio Grimaldi, filho de Luís I, Príncipe de Mônaco e de Carlota Carolina de Gramont. Eles tiveram duas filhas juntos:
- Luísa-Hipólita Grimaldi, Princesa de Mônaco, nascida em 1697;
- Margarida Camila Grimaldi, nascida em 1700.